# Вороново (Ростовская область)
Во́роново — посёлок в Целинском районе Ростовской области.
Административный центр Кировского сельского поселения.

## История
В 1987 году указом Президиума Верховного Совета РСФСР посёлку центральной усадьбы конезавода им. Кирова присвоено наименование Вороново.

## Население
| 2010 |
| ---- |
| 1733 |

## Улицы
| - ул. Восточная, - ул. Гусева, - ул. Джанибекова, - ул. Заречная, - ул. Кантемирова, | - ул. Конная, - ул. Молодёжная, - ул. Набережная, - ул. Озерская, - ул. Парковая, | - ул. Победы, - ул. Просвещения, - ул. Рубликова, - ул. С. М. Кирова, - ул. Савицкого, | - ул. Сланова, - пер. Солнечный, - ул. Спортивная, - ул. Школьная. |

## Известные уроженцы
- Гусев, Иван Миронович (1913—?) — советский работник сельского хозяйства, Герой Социалистического Труда.